# ZV Tiamat
De Eerselse zwemvereniging Tiamat werd in 1972 opgericht. Het thuisbad is binnenzwembad de Albatros, het vroegere instructiebad (3 banen, 25 meter). De naam van de club is afgeleid van de godin Tiamat. De vereniging is aangesloten bij de Koninklijke Nederlandse Zwembond (KNZB) en de clubkleur is groen-wit.
Buiten de normale wedstrijden en activiteiten voor leden, organiseert de zwemvereniging jaarlijks onder meer de zwemvierdaagse (sinds 1975).